# گروه ۱۲ جدول تناوبی
| گروه   | ۱۱    | ۱۲     | ۱۳    |
| ------ | ----- | ------ | ----- |
| دوره ۴ | 29 Cu | 30 Zn  | 31 Ga |
| ۵      | 47 Ag | 48 Cd  | 49 In |
| ۶      | 79 Au | 80 Hg  | 81 Tl |
| ۷      |       | 112 Cn |       |

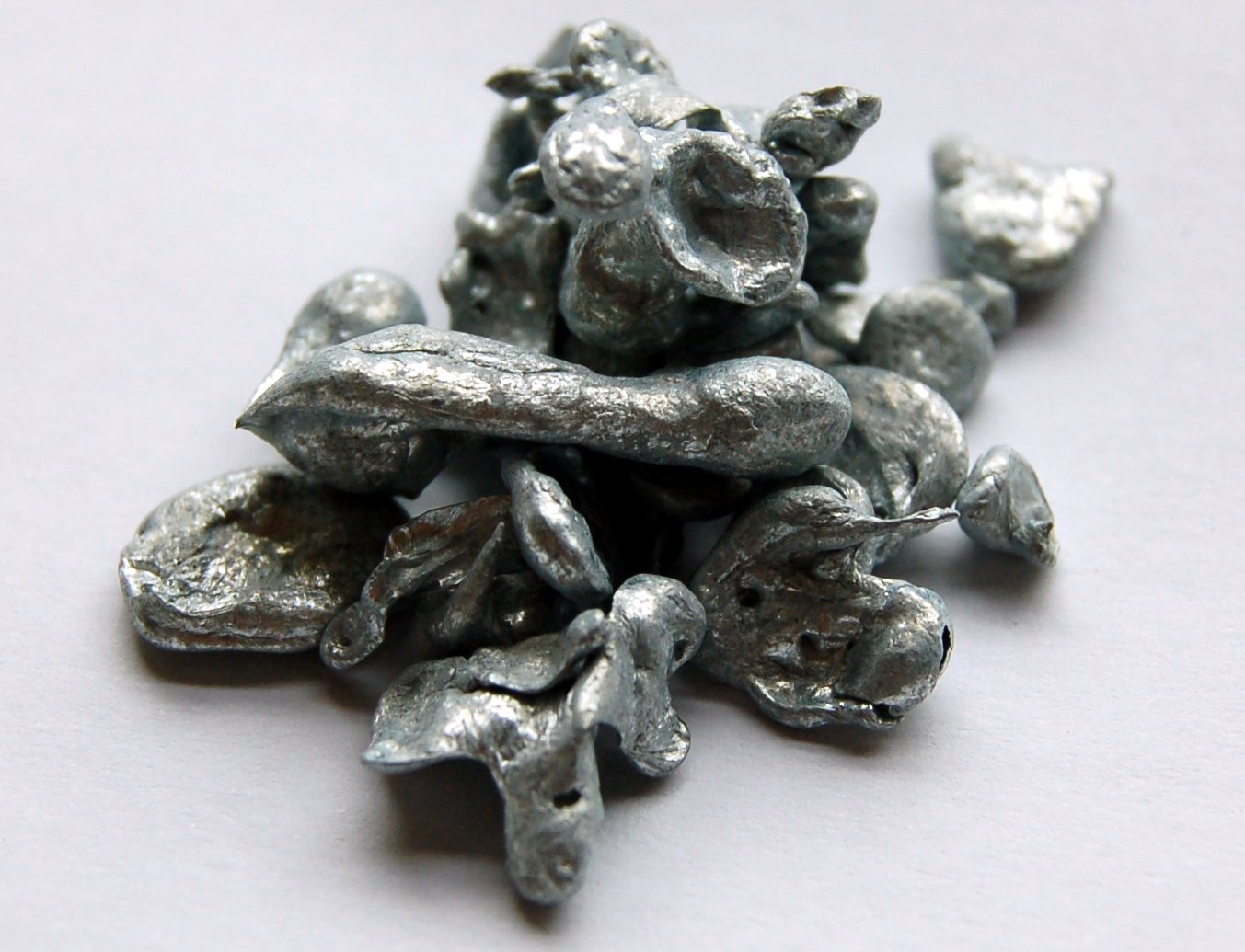
نمونه ای فلز

یک عنصر گروه ۱۲ به یکی از عناصر گروه دوازدهم جدول تناوبی گفته می‌شود که شامل روی (Zn)، کادمیوم (Cd) و جیوه (Hg) است ؛ که عنصر کوپرنسیوم (Cn) در دوره هفتم نیز شامل این گروه می‌شود.
اوربیتال پی و اوربیتال اس لایه ظرفیت این عناصر پر شده‌است.